# Bremsgewicht

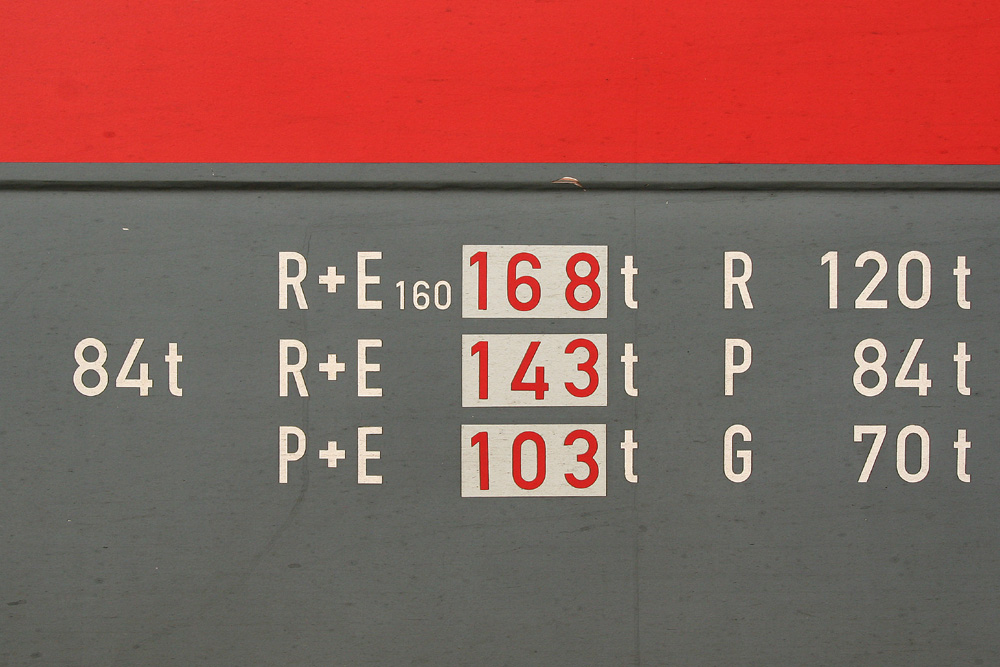
An einer Lokomotive der Baureihe 101 angeschriebene Bremsgewichte

Das Bremsgewicht ist eine in der Einheit Tonne angegebene Größe zur Bewertung des Bremsvermögens eines Eisenbahnfahrzeugs oder eines Zuges. Es gibt im Wesentlichen an, welche Fahrzeugmasse von den Bremsen innerhalb eines vorgegebenen Bremswegs aus einer vorgegebenen Geschwindigkeit zum Stillstand gebracht werden kann.
Das Bremsgewicht kann kleiner oder auch größer als die Gesamtmasse sein. Im ersten Fall muss der Zug i. d. R. mit niedrigerer Geschwindigkeit verkehren, um innerhalb der geforderten Bremswege – insbesondere vor Signalen – halten zu können. Im letzten Fall kann der Zug schneller verkehren.

## Abhängigkeit der Bremskraft

### Von der Bremsart

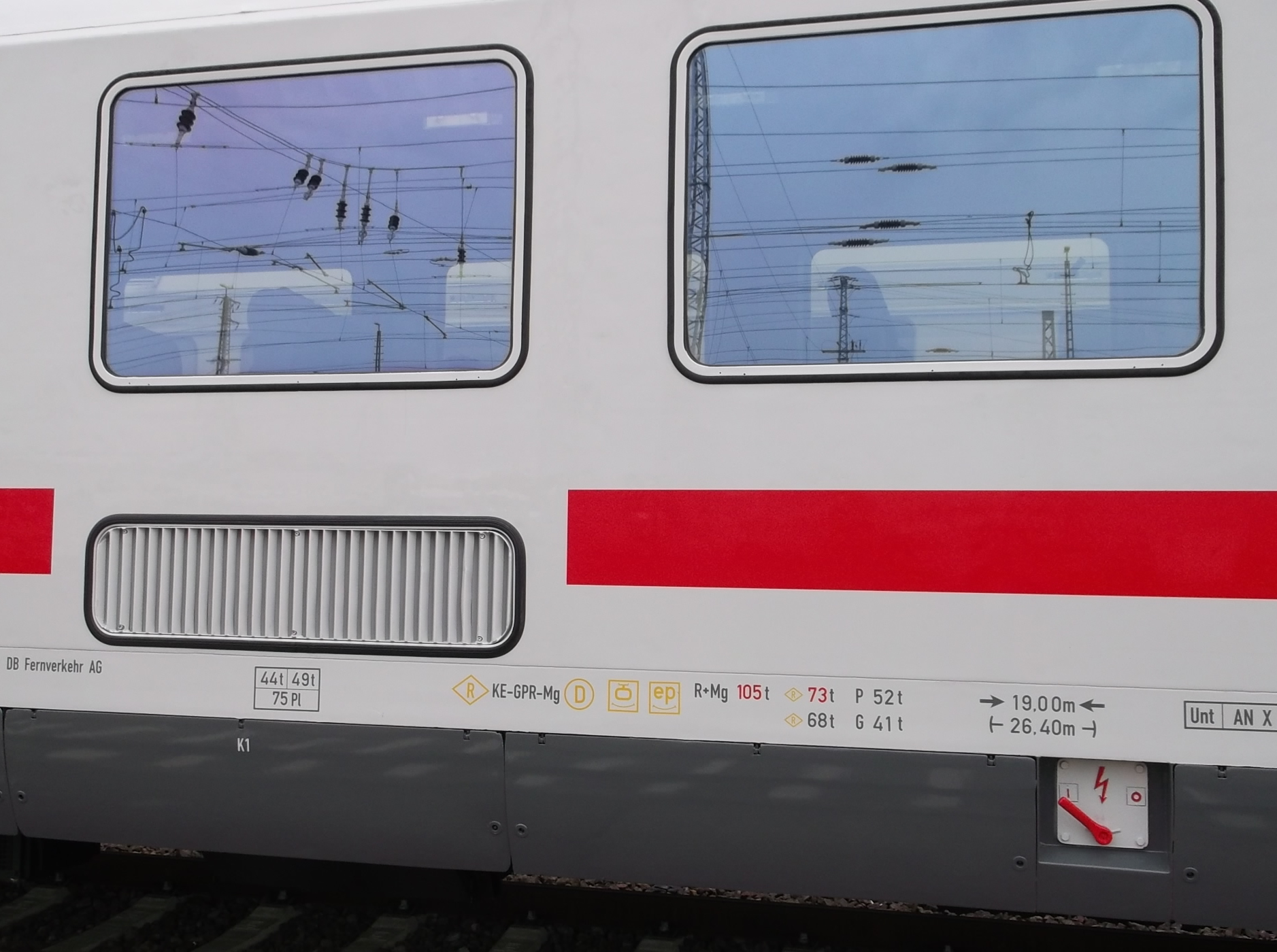
Bremsanschrift eines Intercity-Reisezugwagen der DB AG

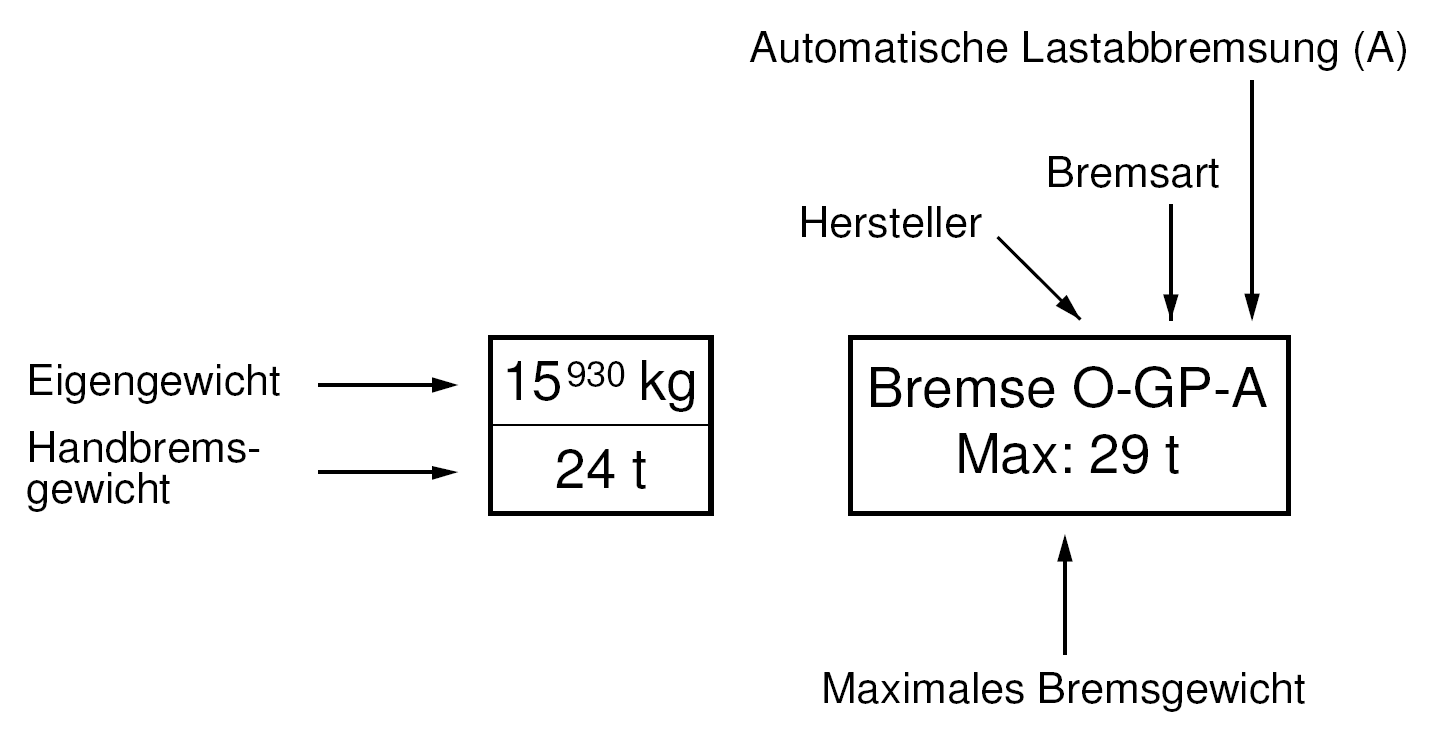
Bremsanschrift eines Güterwagens mit automatischer Lastabbremsung (Kennzeichnung A)

In das Bremsgewicht fließen die zur Übertragung von Bremskraft zwischen Rad und Schiene ausnutzbare Fahrzeugmasse (Gewicht) und die Bremsart ein, die von Hand an jedem Wagen umgestellt werden kann. Dabei sind folgende Bremsstellungen möglich:
- Mit der schnell wirkenden P-Bremse werden leichte bis mittelschwere Züge gebremst. Sie ermöglicht ein Bremsverhältnis von etwa 100 %.
- Die R-Bremse kann erheblich mehr als 100 % Bremsverhältnis aufbringen. Bei Gusssohlen wird ihre Wirkung im oberen Geschwindigkeitsbereich verstärkt, bei Scheibenbremsen wird generell der Bremsdruck erhöht. (Beides erfordert eine zusätzliche Regelung und Überwachung, in Form eines Geschwindigkeitsgebers und/oder Gleitschutzes.)
- Die langsam wirkende G-Bremse wird für schwere, aus nicht einheitlichem Wagenmaterial bestehende oder für extrem lange Güterzüge verwendet. Das Bremsverhältnis der G-Bremse beträgt maximal rund 80 %.
- Die Magnetschienenbremse (Mg-Bremse) kommt zusätzlich zur R-Bremse bei einer Schnellbremsung zum Einsatz, wobei Bremsverhältnisse bis 200 % möglich sind.[2]

Bei Fahrzeugen mit Umstelleinrichtung für die Bremsart ist für jede Bremsstellung das entsprechende Bremsgewicht am Fahrzeug angeschrieben.

### Von der Beladung
Die Lastabbremsung ermöglicht das Anpassen des Bremsgewichts an das effektive Wagengewicht. Um ein Überbremsen bei geringer Beladung zu verhindern, ist das Bremsgewicht eines leeren Wagens geringer als wenn er beladen ist. Je nach Bauart des Fahrzeugs wird der Lastwechsel manuell oder automatisch umgestellt.
Bei Wagen mit manuellem Lastwechsel ist für jede Stellung das entsprechende Bremsgewicht am Wagen angeschrieben.
Wird ein Fahrzeug ohne Lastabbremsung beladen, vergrößert sich nicht nur sein Gesamtgewicht, sondern auch der Bremsweg.

### Von weiteren Faktoren
Die Größe der Bremskraft hängt ferner ab von:
- der Bremsklotzkraft
- der Bauart der Bremsklötze und ihrem Reibwert
- dem zeitlichen Verlauf der Bremsklotzkraft
- dem Fahrwiderstand
- dem Massenfaktor[5]

Das Bremsgewicht charakterisiert lediglich die Eigenschaft einer Bremse und nicht die des Fahrzeugs. Fahrzeuge verschiedener Bauarten und Massen, die mit Bremsen gleicher Bauart ausgerüstet sind, weisen deshalb das gleiche Bremsgewicht auf.

## Bremsberechnung
Für die Praxis ist es nötig, das Bremsverhalten eines aus verschiedenen Einzelwagen gebildeten Zuges zu kennen, um zu entscheiden, bis zu welcher Geschwindigkeit der Zug seinen vorgegebenen Bremsweg in Abhängigkeit von der jeweiligen Streckenneigung sicher einhalten kann.
Bei der Ermittlung des Bremsvermögens eines Zuges werden die Bremskräfte sämtlicher Fahrzeuge zusammengefasst. Mit der Bremsberechnung bestimmt man das Bremsgewicht eines Zuges, indem man die Bremsgewichte der einzelnen Fahrzeuge zusammenzählt. Um die Bremsleistungen der unterschiedlichen Züge mit ihren unterschiedlichen Lasten in einem vergleichbaren Wert auszudrücken, wird das Bremsgewicht des Zuges mit der Gesamtmasse des Zuges (Zuggewicht) verglichen. Das Ergebnis ist eine dimensionslose Prozentzahl und wird als Bremshundertstel oder Bremsverhältnis bezeichnet. Mit diesem Wert kann anschließend bestimmt werden, wie schnell ein Zug fahren darf, ohne dass der Bremsweg den Vorsignalabstand überschreitet.

### Deutschland

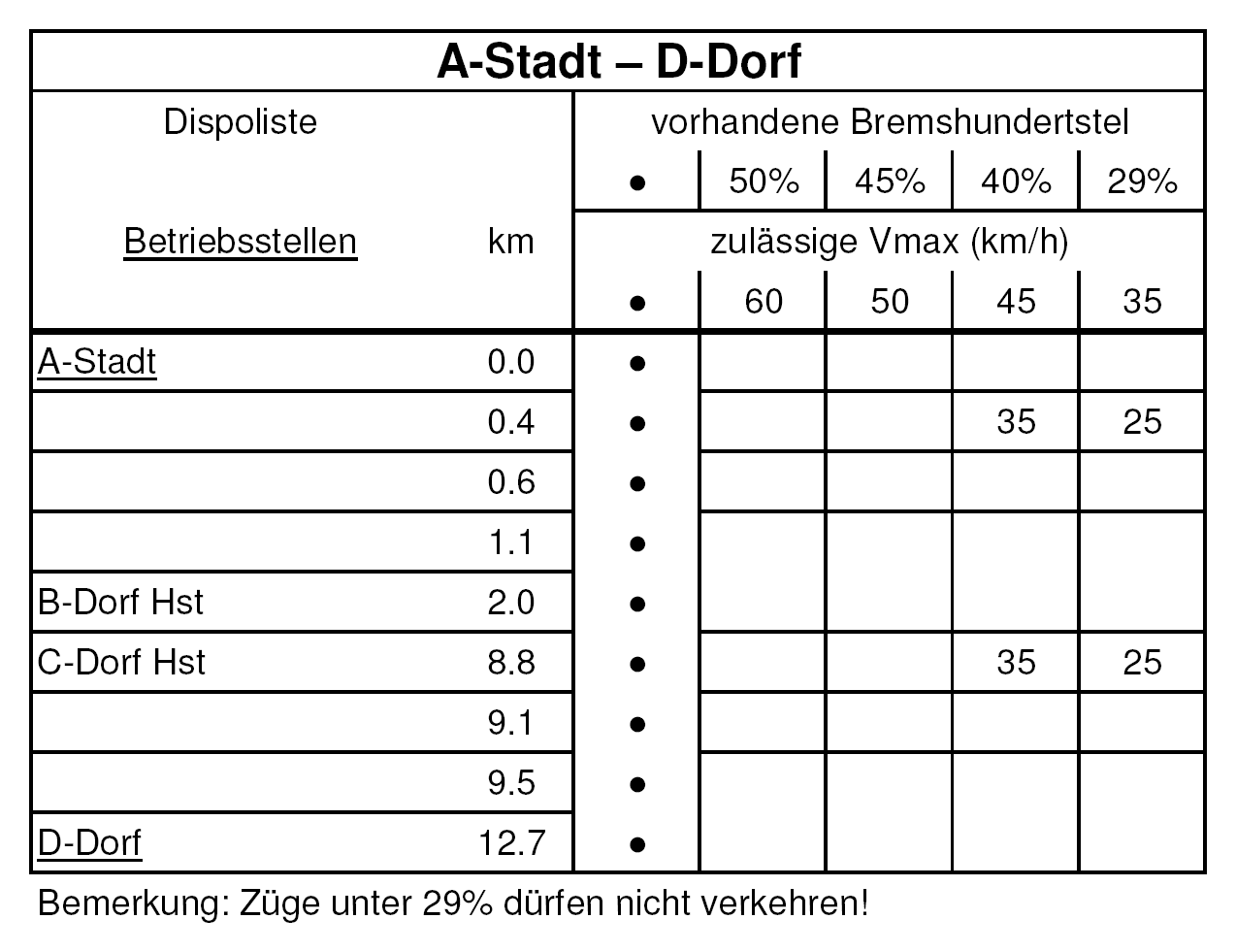
Auszug aus einer Dispoliste der ÖBB. Bei ungenügenden Bremsgewichten prüfen die Fahrdienstleiter mit Hilfe der Dispolisten, wie weit die Geschwindigkeit verringert werden muss.

Die Abstände zwischen Vor- und Hauptsignal sind in Deutschland vereinheitlicht und werden als Regelbremsweg bezeichnet. Sie betragen in der Regel auf Nebenbahnen je nach Streckenhöchstgeschwindigkeit 400 oder 700 Meter, auf Hauptstrecken 1000 Meter. Die Mindestbremshundertstel legen in Deutschland fest, wie viele Bremsprozente ein Zug haben muss, um eine bestimmte Strecke mit der Streckenhöchstgeschwindigkeit fahren zu dürfen.

### Österreich und Schweiz
Grundsätzlich sind in Österreich Züge so zu bilden, dass der Wagenzug für sich und die arbeitenden Triebfahrzeuge einzeln in der Lage sind, das erforderliche Bremsgewicht aufzubringen. Andernfalls wird eine neue Bremsberechnung durchgeführt, bei der die Dienst- und Bremsgewichte aller im Zug befindlichen arbeitenden Lokomotiven Berücksichtigung finden. Wird das notwendige Bremsgewicht auch dann nicht erreicht, so prüft der Fahrdienstleiter mit der Dispoliste, wie weit eine Herabsetzung der Höchstgeschwindigkeit erforderlich ist.
Im Gegensatz zu Deutschland haben Österreich und die Schweiz keine einheitlichen Vorsignalabstände. In Österreich betragen sie zwischen 400 und 1500 Meter, wobei sie jeweils auf 100 Meter gerundet werden.
Bei den Schweizer Bahnen werden mit der Bremsrechnung die Bremsreihe und die Zugreihe bestimmt. Von der Zug- und Bremsreihe hängt die Zuggeschwindigkeit ab, die mit der Streckentabelle bestimmt wird.

## Unterschiedliche Bremsleistungen bei Betriebsbremsungen
Bremsgewichte sind nur bei Schnellbremsungen gültig; ein Umrechnen für Betriebsbremsungen ist unmöglich. Der Bremszylinderdruck ist von der Differenz aus Steuerkammerdruck und Hauptleitungsdruck abhängig. Mit einem Steuerventil von guter Qualität ist diese Differenz klein und die Bremszylinder erreichen bei einer Betriebsbremsung einen höheren Bremszylinderdruck. Bei einer Schnellbremsung erreichen jedoch gute und schlechte Steuerventile den vollen Druck. Da nur die Schnellbremsung für das Bremsgewicht herangezogen wird, haben Fahrzeuge mit unterschiedlichen Steuerventilen das gleiche Bremsgewicht.
Bei den im früheren Ostblock nachgebauten Oerlikon-Ventilen sinkt der Steuerdruck wegen den Gummiteilen von mangelhafter Qualität und Nichteinhalten der vorgegebenen Oberflächenrauheit stark. Das führte in den frühen 1970er-Jahren bei Schnellzügen auf den Rampen der Tauernbahn häufig zu Bremsanständen. Diese Züge bestanden aus klotzgebremsten Wagen der damaligen Jugoslawischen Eisenbahnen (JŽ) und scheibengebremsten Wagen der Deutschen Bundesbahn (DB). Die gut bremsenden Wagen der DB übernahmen einen großen Teil der Bremsarbeit der JŽ-Wagen, was zu Geruchsbelästigungen und sogar zu Bränden an den Belägen der Scheibenbremsen führte.

## Stillhalte- oder Festhaltebremsgewicht

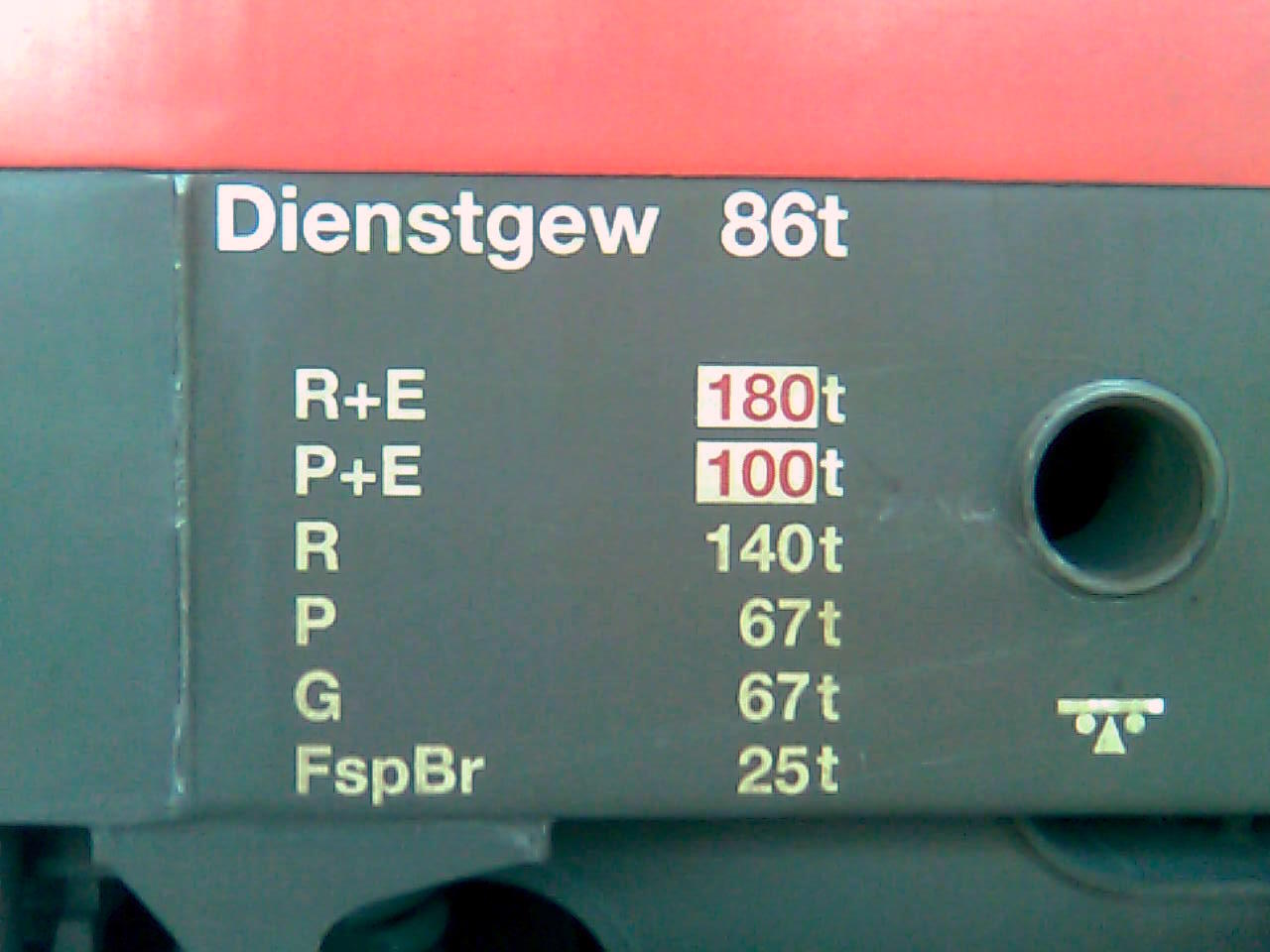
Information zum Bremsgewicht einer österreichischen Elektrolokomotive der Baureihe 1116. Das Fahrzeug hat eine Federspeicherbremse mit einem Festhaltebremsgewicht von 25 Tonnen.

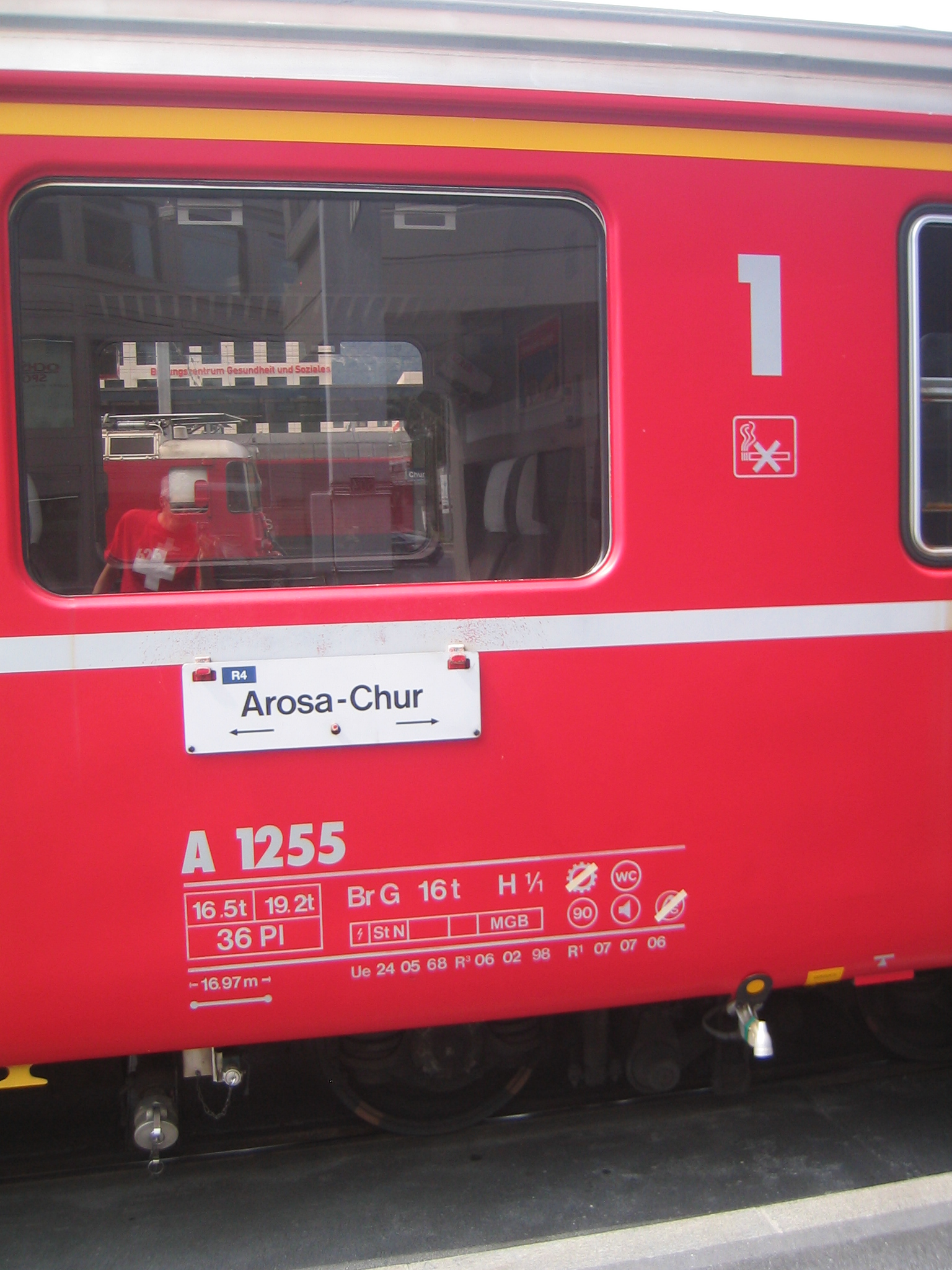
Anschrift an einem Erstklasswagen der Rhätischen Bahn. Das Schmalspurfahrzeug hat ein BAV-Bremsgewicht von 16 t.

Das Stillhaltebremsgewicht bezeichnet in der Schweiz das notwendige Bremsgewicht zum Festhalten des Zuges im Stillstand. Vor Fahrbeginn ist das hierzu erforderliche Bremsgewicht der Feststellbremse zu überprüfen. Das notwendige Stillhaltebremsgewicht hängt vom Zuggewicht und von der Streckenneigung ab und ist den Fahrdienstvorschriften festgeschrieben.
In Österreich wird das zur Sicherung von stillstehenden Fahrzeugen notwendige Handbremsgewicht als Festhaltebremsgewicht bezeichnet. Die Festhaltebremshundertstel können der Streckenliste entnommen werden. Kann das Festhaltebremsgewicht nicht mithilfe der Handbremsen aufgebracht werden, dürfen die auf den Triebfahrzeugen vorhandenen Hemmschuhe herangezogen werden.

## Ermittlung des Bremsgewichts
Das Bremsgewicht wird in von der UIC genormten Brems- und Auslaufversuchen ermittelt oder mittels versuchsmäßig aufgestellten Unterlagen berechnet.
1936 ermittelte man anhand des damals längsten und schwersten im Betrieb vorkommenden Reisezuges mit 15 Wagen den charakteristischen Verlauf einer Bremsung. Darauf aufbauend entstanden die Normen zur Ermittlung des Bremsgewichts. Für die schnell wirkende Personenzugbremse gilt als Einheitsbremswagen ein vierachsiger 50 Tonnen schwerer Drehgestellwagen mit einer Bremszylinderfüllzeit von 4,7 Sekunden, wobei die Summe aller Bremsklotzkräfte 80 % der Fahrzeugmasse, d. h. rund 400 kN beträgt. Das ermöglicht bei einer Schnellbremsung nach dem Abstoßen bei einer Fahrzeuggeschwindigkeit von 120 km/h beim Einheitsbremswagen einschließlich der nicht abgebremsten Lokomotive einen Bremsweg von 1000 Metern, was einer mittleren Verzögerung von etwa 0,56 m/s² entspricht. Für die langsam wirkende Güterzugbremse ist als Einheitswagen ein zweiachsiger Güterwagen international festgelegt, der mit 70 % der Fahrzeugmasse gebremst wird.
Die Versuche zur Ermittlung der Bremsgewichte werden auf waagrechten Strecken vorgenommen. Eine Berechnung des Bremswegs ist sehr schwierig, da er von einer Reihe schwer erfassbarer Faktoren abhängt. Eine relativ genaue Ermittlung des Bremswegs bei klotzgebremsten Fahrzeugen liefert die Mindener Formel.
Das Bremsgewicht ist für die Betriebsgenehmigung eines Eisenbahnfahrzeuges wesentlich und wird daher im behördlichen Zulassungsverfahren bekanntgegeben.

## BAV-Bremsgewicht
Bei den Schmalspurbahnen in der Schweiz kommt nicht das UIC-Bremsgewicht zur Anwendung, sondern ein vom Bundesamt für Verkehr (BAV) definiertes Bremsgewicht. 100 Bremsgewichtshundertstel λ entsprechen dabei auf horizontaler und gerader Strecke einem Anhalteweg von 252,8 m bei einer Schnellbremsung aus der Geschwindigkeit von 80 km/h. Die Bremsversuchsfahrten können unter diesen Bedingungen auf dem jeweiligen Bahnnetz erfolgen. Steht aus topographischen Gründen kein geeigneter Streckenabschnitt zur Verfügung, kann der gemessene Weg auf einen Bremsweg, der 0 ‰ entspricht, umgerechnet werden.
Aus dem so ermittelten Bremsgewichtshundertstel λ wird das Bremsgewicht ermittelt:
{\displaystyle {\mbox{BAV-Bremsgewicht (t)}}={\frac {{\mbox{Leergewicht (t)}}\cdot \lambda }{\mbox{100}}}}

## Frühere Erklärung des Bremsgewichts

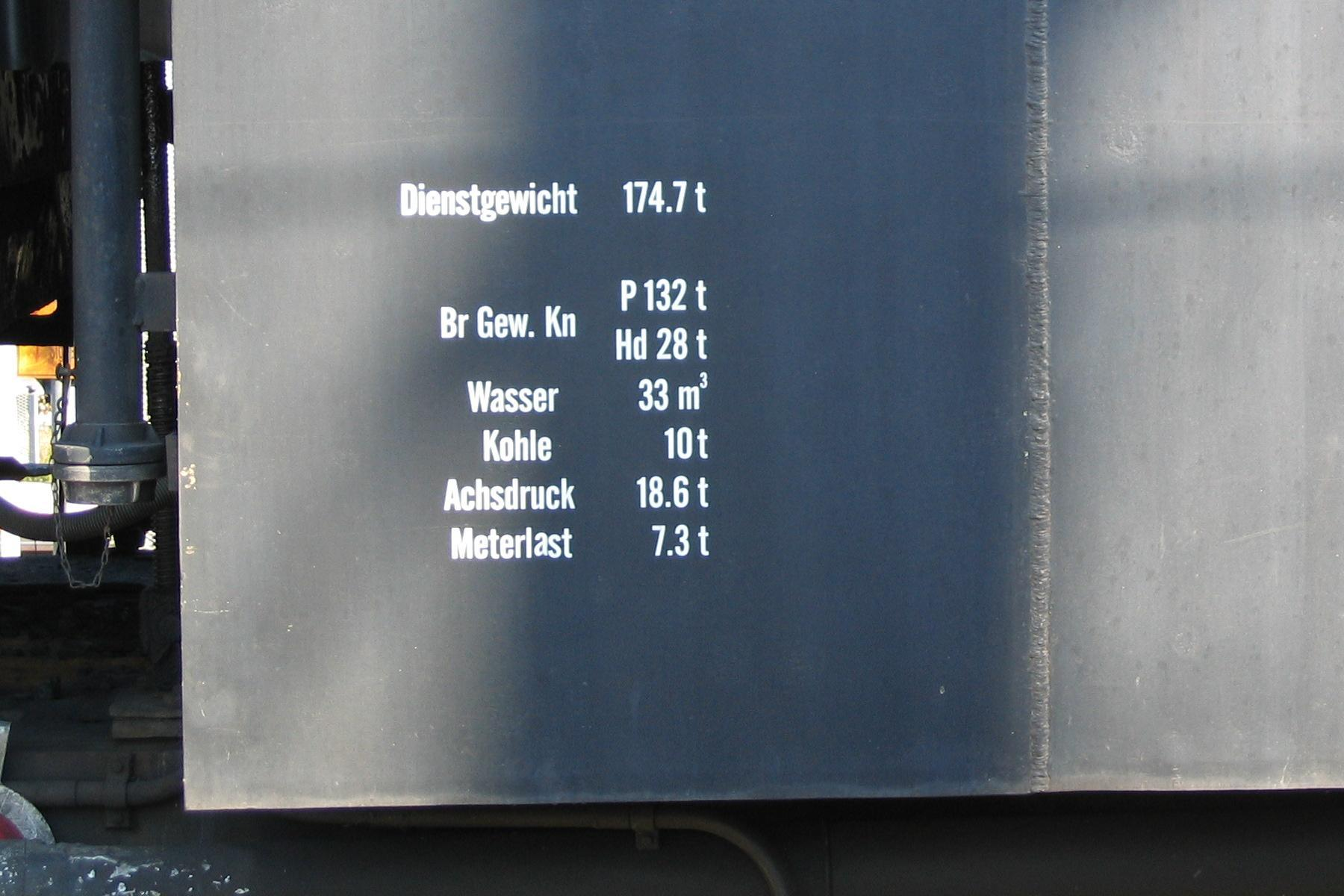
Bremsanschrift an einem Schlepptender

Früher wurde das Bremsgewicht eines Fahrzeugs als derjenige Anteil des Fahrzeuggewichts definiert, der zur Übertragung von Bremskraft zwischen Rad und Schiene ausgenutzt wird. Dies setzt voraus, dass die Bremsen während des ganzen Bremsvorgangs genau die gewünschte Bremskraft aufbringen, um einen Zug aus der Fahrgeschwindigkeit in der gewünschten Strecke zum Stehen zu bringen. Da aber die Bremsen eine gewisse Zeit bis zum vollen Aufbringen der Bremskraft brauchen, aber auch wegen technischer Einflussfaktoren (Art der Bremsbeläge, Bremsenbauart), ist das Bremsgewicht moderner Fahrzeuge nicht mehr in dieser einfachen Form definierbar.

## Bremsgewichte einiger Fahrzeuge
Die Abkürzungen in den Tabellenüberschriften bezeichnen die Bremsart.
| Triebfahrzeug, Triebzug                   | vmax     | Dienstgewicht | R+E   | R     | P     | G     | geschleppt |
| ----------------------------------------- | -------- | ------------- | ----- | ----- | ----- | ----- | ---------- |
| SBB Re 4/4 II                             | 140 km/h | 84 t          | –     | 100 t | –     | 72 t  | 0,9 t      |
| SBB Re 450 (S-Bahn Zürich, 1. Generation) | 130 km/h | 74 t          | –     | 85 t  | –     | 63 t  | 0,85 t     |
| SBB Re 460 („Lok 2000“)                   | 200 km/h | 84 t          | –     | 105 t | –     | 76 t  | –          |
| SBB Ae 6/6                                | 120 km/h | 120 t         | –     | 120 t | 90 t  | 90 t  | 0,75 t     |
| SBB Re 6/6                                | 140 km/h | 120 t         | –     | 150 t | –     | 108 t | 0,9 t      |
| SBB RABDe 500 (ICN InterCity-Neigezug)    | 200 km/h | 359 t         | 751 t | 631 t | 408 t | 408 t | 1,14 t     |
| RABe 514 (DTZ der S-Bahn-Zürich)          | 140 km/h | 225 t         | –     | 368 t | –     | –     | 1 t        |
| SBB RBe 4/4                               | 125 km/h | 72 t          | –     | 85 t  | –     | 55 t  | 0,76 t     |
| SBB RBDe 560 (NPZ, Domino)                | 140 km/h | 70 t          | –     | 88 t  | –     | 70 t  | 1 t        |
| BLS Re 465                                | 160 km/h | 84 t          | –     | 114 t | –     | 76 t  | –          |
| SOB RBDe 562 (SOB-Flirt)                  | 140 km/h | 74 t          | –     | 93 t  | –     | 74 t  | 1 t        |
| DB-Baureihe 101                           | 220 km/h | 84 t          | 168 t | 120 t | 84 t  | 70 t  | –          |
| ÖBB 1116                                  | 230 km/h | 86/88 t       | 180 t | 140 t | 67 t  | 67 t  | –          |

| Personenwagen                                | vmax     | Leergewicht | Gesamtgewicht | Mg    | R+EP | R+SB | R    | P    |
| -------------------------------------------- | -------- | ----------- | ------------- | ----- | ---- | ---- | ---- | ---- |
| ÖBB Railjet-Zwischenwagen Bmpz, ARbmpz, Ampz | 230 km/h | 50 t        | 54–56 t       | 119 t | 87 t | –    | 81 t | 59 t |
| ÖBB Railjet-Steuerwagen Afmpz                | 230 km/h | 56 t        | 60 t          | 112 t | 94 t | –    | 88 t | 64 t |
| SBB EW I B (grau-blau)                       | 140 km/h | 30–32 t     | 33–33 t       |       | –    | –    | 43 t | 43 t |
| SBB EW II A (grün)                           | 140 km/h | 29 t        | 32 t          |       | –    | –    | 43 t | 43 t |
| SBB EW II B (grün)                           | 140 km/h | 30 t        | 33 t          |       | –    | –    | 43 t | 30 t |
| SBB EW IV A, B, WRM                          | 200 km/h | 42–46 t     | 47–50 t       |       | –    | 74 t | 69 t | 51 t |
| SBB IC Bt (EW IV)                            | 200 km/h | 48 t        | 53–54 t       |       | 81 t | 77 t | 72 t | 57 t |
| SBB D ex SNCF                                | 160 km/h | 29 t        | 34 t          |       | –    | 49 t | 46 t | 46 t |
| SBB IC2000 (Dosto) A, AD, B, Bt, BR, WRB     | 200 km/h | 45–47 t     | 60 t          |       | 91 t | 86 t | 81 t | 65 t |
| SBB Bpm 51                                   | 160 km/h | 36 t        | 42 t          |       | –    | –    | 56 t | 56 t |
| SBB Eurocity-Wagen Apm, Bpm                  | 200 km/h | 43 t        | 47 t          |       | –    | –    | 68 t | 50 t |
| SBB Eurocity-Wagen Apm und Bpm Refit         | 200 km/h | 45 t        | 50 t          |       | 76 t | 73 t | 68 t | 50 t |

Für eine Railjet-Garnitur bestehend aus 1×1116 + 6×Wagen + 1×Steuerwagen ergibt sich:
- für die Zugmasse {\displaystyle {\text{m}}_{\text{Zugmasse}}/{\text{t}}=86+(54+55+4\cdot 56)+60=479} und
- für das Bremsgewicht {\displaystyle {\text{F}}_{\text{Bremsgewicht}}/{\text{t}}=159+6\cdot 119+112=985} und damit
- für die Bremshundertstel {\displaystyle {\text{Brh}}=985/476\approx 206\,\%}.

Gemäß Buchfahrplan sind für die Strecke Wien–Bregenz 191 Bremshundertstel erforderlich. Nimmt man zwei Railjet-Garnituren zusammen, erhöhen sich Bremsgewicht und Zugmasse jeweils auf das Doppelte, die Bremshundertstel bleiben gleich.